# ST Cervia
Le ST Cervia est un ancien tugboat de mer construit en 1946 par Alexandra Hall & Company (en)d'Aberdeen, en Écosse.  

Aujourd'hui, il est présenté comme navire musée, en cours de restauration, à Ramsgate dans le Kent. 

Son port d'attache actuel est au Alfred Corry Lifeboat Museum de Southwold depuis 1998.

Il est enregistré comme bateau du patrimoine maritime du Royaume-Uni par le National Historic Ships UK  depuis 1993 et au registre de la National Historic Fleet.

## Conception et construction
La conception du Cervia est issue de l'ancienne classe Formost de remorqueur conçu en 1923. Cela fut décidé par la nécessité de la Grande-Bretagne de remplacer rapidement ses pertes, durant la seconde guerre mondiale, dans un programme gouvernemental de reconstruction rapide. L'Amirauté choisit le meilleur programme technique de l'avant-guerre pour éviter la nécessité de création de nouveaux modèles. Nommé initialement Empire Raymond, il faisait partie du programme de construction commandé pour l'Opération Overlord, l'invasion de l'Europe en 1944.  

Achevé qu'après la fin de la Seconde Guerre mondiale, le remorqueur a été terminé avec un grand nombre des caractéristiques de conception militaire : sa timonerie est blindée et il y a deux emplacement de mitrailleuses. Sa chaudière avait été installée avec des brûleurs à mazout, mais la conception initiale a permis de revenir rapidement au charbon. Tous les navires qui ont été commandés par le gouvernement britannique au cours de la période de guerre, d'où le préfixe au nom Empire qui était l'équivalent du Liberty ship du programme de construction aux États-Unis. Le Cervia est considéré comme le dernier navire de type Empire survivant au Royaume-Uni. 

## Service
Le Empire Raymond a été lancé du chantier naval Alexander Hall and Co. Ltd à Aberdeen, en Écosse, le 21 janvier 1946 et a été remis au ministère des Transports de guerre. En décembre 1946, il fut vendu à l'entreprise de remorquage maritime William Watkins Ltd en compensation des navires perdus en service de guerre.

En 1947, Empire Raymond a été renommé Cervia,ce nom avait déjà été utilisé pour un remorqueur de la 'William Watkins qui avait pris part à l'évacuation de Dunkerque en 1940 en transportant 230 hommes de troupe.
Le remorqueur a d'abord été utilisé avec d'autres remorqueurs comme transbordeur du paquebot de la Cunard Line RMS Queen Elizabeth transformé en transport de troupe. Puis le Cervia a été déployé à Ramsgate comme remorqueur de sauvetage entre les ports du Royaume-Uni et d'Europe continentale durant près de 60 ans. Il a aussi aidé à libérer plusieurs navires qui avaient échoué sur les bancs de sable de Goodwin au large de la côte-est du Kent à proximité de Ramsgate et Deal.

## Musée Maritime Medway
Il a été utilisé sur la rivière Medway  pour les voyages d'agrément de son nouveau propriétaire. Il était prévu que Cervia deviendrait une attraction pour le Medway Maritime Museum grâce à d'éminents défenseurs du patrimoine maritime. Malheureusement en 1974, le Conseil municipal de Medway s'est avéré incapable de trouver un financement suffisant pour ce projet.

## Reprise de service
De ce fait, le Cervia fut remis en exploitation dans l'entreprise de remorquage. Il fut confié à une entreprise de construction basée sur la Medway qui avait besoin de toutes sortes d'embarcations pour aider à la construction de plates-formes pétrolières. En Novembre 1974, Cervia a remorqué une barge grue à la Humber.
Puis une société appropriée, la International Towing Ltd, a été mise en place, pour utiliser le ST Cervia et trois remorqueurs à vapeur ST Hercules, ST Hero et ST Goliath.
avec Ramsgate comme  port d'attache qui voyait le trafic commercial augmenter. Au début de 1977 deux des remorqueurs, ST Hercules et ST Hero ont été mis hors service.  Néanmoins, ST Cervia et ST Goliath ont été rejoints par d'autres remorqueurs modernes à moteur diesel en 1978. Cervia fut mis en service de réserve en 1983.

## Musée Maritime, Ramsgate
Après des négociations le remorqueur a été prêté et placé sous la garde du Ramsgate Maritime Museum, géré par la East Kent Maritime Trust en Juillet 1985. Le Cervia fut amarré au John Smeaton Historic Dry Dock pour procéder à sa restauration. Il a été repeint pour reprendre son aspect d'origine. Un nouveau mât a été également installé et son logement de l'équipage a été rénové pour fournir des zones d'accès pour les expositions du musée. 
En 1986, Cervia a été visité par la Reine Elizabeth. Pour marquer le 50e anniversaire du remorqueur, un ingénieur spécialiste a supervisé la restauration des moteurs et leur remise en marche. Cervia est devenu le point central du musée a été rejoint par d'autres navires de la collection du musée maritime et des bateaux classiques privés.
Le Steam Museum Trust espère maintenant terminer le projet de restauration totale et autonome du remorqueur. Le ST Cervia est maintenant amarré au port de Ramsgate.